# San Francisco de Laishí
San Francisco de Laishí är en kommunhuvudort i Argentina.   Den ligger i provinsen Formosa, i den nordöstra delen av landet, 900 km norr om huvudstaden Buenos Aires. San Francisco de Laishí ligger 73 meter över havet och antalet invånare är 4 384.
Terrängen runt San Francisco de Laishí är mycket platt. Runt San Francisco de Laishí är det mycket glesbefolkat, med 5 invånare per kvadratkilometer..
Omgivningarna runt San Francisco de Laishí är huvudsakligen savann.